# Stigmatopelia
Stigmatopelia é um género de ave da família Columbidae.
Este género contém as seguintes espécies:
- Stigmatopelia senegalensis